# Norwegian Jewel
Le Norwegian Jewel est un paquebot de la classe Jewel de Norwegian Cruise Line construit en 2004 dans le chantier naval Meyer Werft. Il est le sister-ship du Norwegian Pearl.

## Pont
Le Norwegian Jewel est constitué de 11 ponts publics :
- Pont 4 : chambres intérieures ou avec hublot
- Pont 5 : chambres familiales et le Stardust Theatre
- Pont 6 : le Jewel Club Casino, le Magnum's Champagne & Wine Bar, le Maltings Beer & Whiskey Bar, les salles de conférence, le Shakers Martini & Cocktail Bar, le Stardust Theatre et le Tsar's Palace Main Restaurant
- Pont 7 : Art Gallery, le Fyzz Cabaret Lounge & Bar, l'Internet Cafe, le Java Café, Photo Gallery, le Stardust Theatre, le Sushi and Sashimi Bar, le  Teppanyaki et The Galleria Shop
- Pont 8 : chambres avec balcon, le Blue Lagoon et le Tango's Tapas Latin Restaurant
- Pont 9 : suites
- Pont 10 : suites
- Pont 11 : suites Familiales
- Pont 12 : le Body Waves Fitness Center, le Bora Bora Health Spa & Beauty Salon, le Card Room, le Club Underground - Teen's Club, le Garden Café; les jaccuzis, le LifeStyles Room, Mama's Italian Kitchen, Sapphire Pool, le Splashdown Kid's Club, le The Great Outdoors, la bibliothèqyu, le Topsider's Bar & Grill et la vidéo arcade
- Pont 13 : terrain de basketball, de tennis et de volleyball, le Cagney's Steakhouse, la piste de jogging, le Sky High Bar, le Spinnaker Lounge, le Star Bar et la chapelle
- Pont 14 : suites et la Garden Villa
- Pont 15 : le Sundeck

## Notes et références

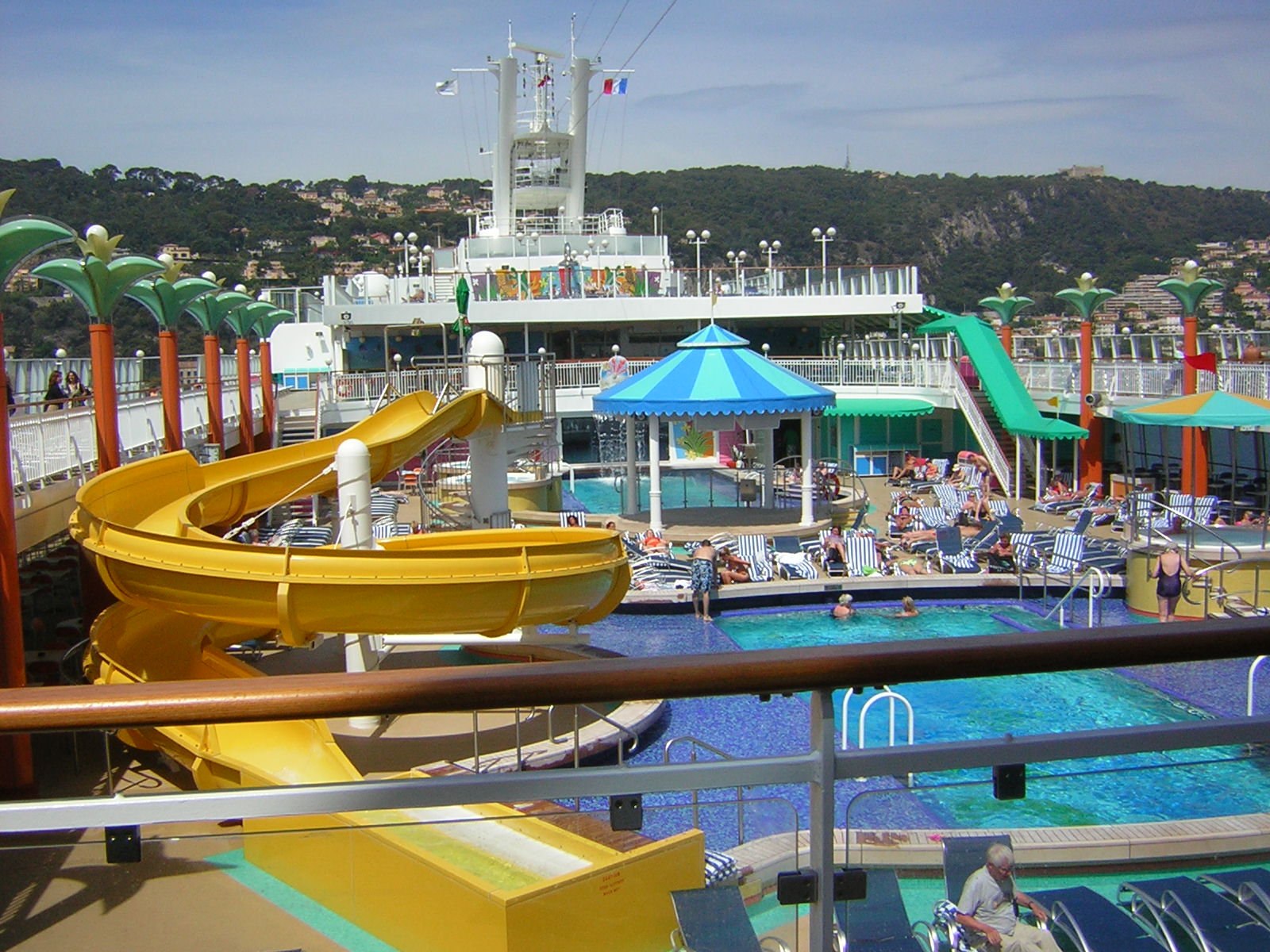
Vue de la piscine du Norwegian Jewel
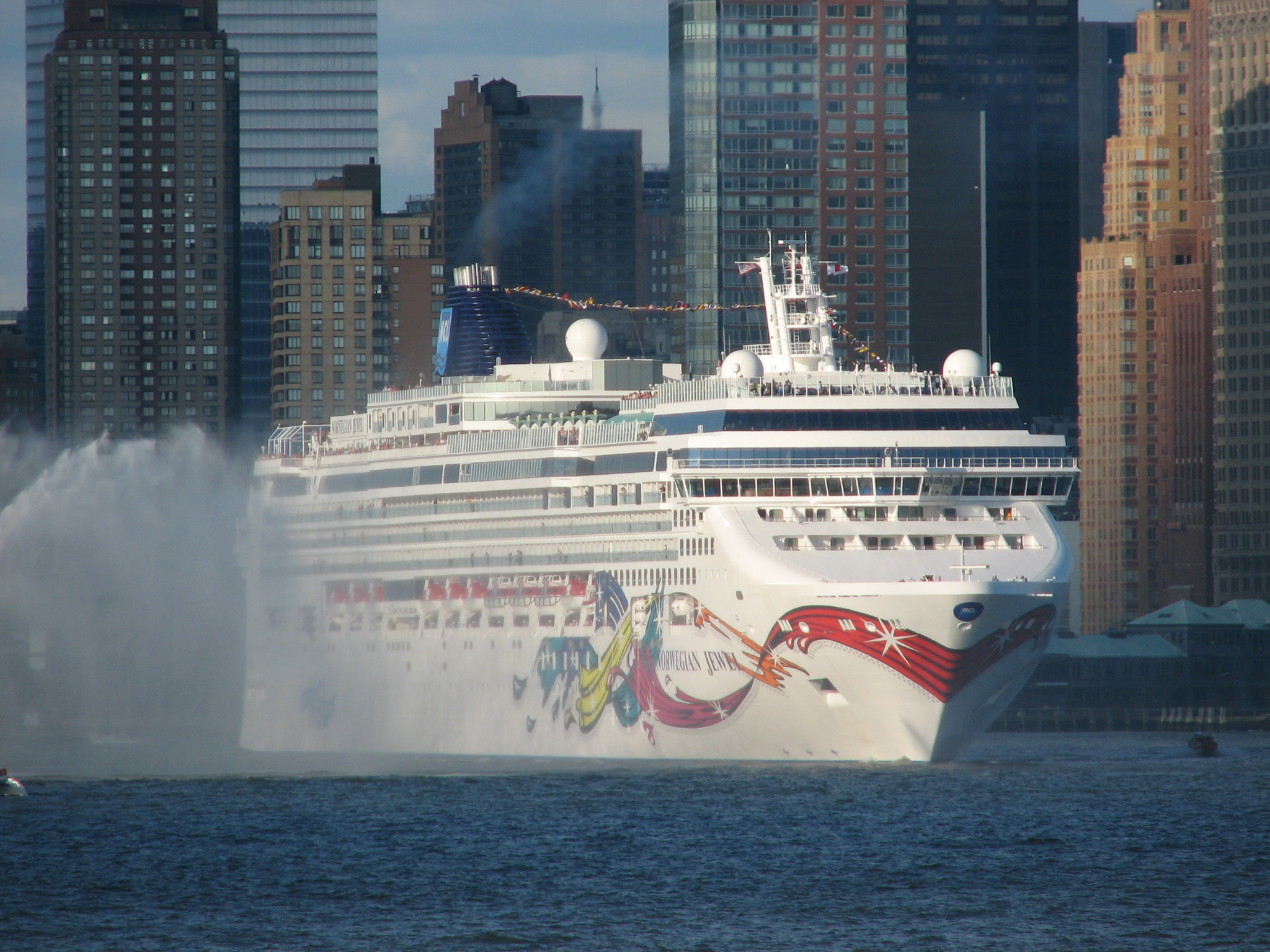
Le Norwegian Jewel à New York